# NGC 6647
NGC 6647 في الفهرس العام الجديد، هي مجرة، تقع في كوكبة الرامي. اكتشفت في 18 يونيو 1784 بواسطة ويليام هيرشل.

## روابط خارجية
- NGC 6647 على موقع ويكي سكاي: DSS2, SDSS, GALEX, IRAS, Hydrogen α, X-Ray, Astrophoto, Sky Map, Articles and images